# Karl Sigmund von Hohenwart
Karl Sigmund von Hohenwart (Vienna, 12 febbraio 1824 – Vienna, 26 aprile 1899) è stato un politico e nobile austriaco.

## Biografia
Karl Hohenwart era un aristocratico di origini tedesche e devoto cattolico. Iniziò la propria carriera ricoprendo incarichi amministrativi in Carniola ed in Trentino. Nel 1868, Hohenwart divenne governatore dell'Alta Austria. Hohenwart divenne leader del partito conservatore federalista austriaco. Il suo credo politico ruotava attorno al fatto che il federalismo e la riconciliazione con gli slavi fosse l'unico modo per preservare in essere l'Impero austro-ungarico. Hohenwart credeva che il federalismo fosse possibile solo con un'eguaglianza tra le diverse nazionalità che componevano l'impero.

## Il ministero Hohenwart

### L'ascesa al potere
La vittoria della Prussia nella guerra franco-prussiana (1870) aveva portato l'Austria ad un cambio di alleanze. L'imperatore Francesco Giuseppe si rivoltò contro i liberali che si erano dimostrati troppo entusiasti per la vittoria della Prussia, preferendo invece fortificare l'impero al proprio interno e quindi abbracciando l'idea di riconciliare le entità che componevano il suo dominio. Hohenwart, come presidente del federalismo conservatore, venne prescelto come primo ministro proprio per poter placare gli slavi con un nuovo sistema che fosse innanzitutto federale.
L'imperatore nominò quindi Hohenwart al ruolo di primo ministro austriaco il 7 febbraio 1871. Il suo ministero ad ogni modo fu molto poco politico e più sociale, dichiarando pubblicamente come la sua missione fosse sostanzialmente la riconciliazione delle diverse parti che componevano l'impero e la necessità di riunire lo stato secondo linee federali ed evitare futuri conflitti.
Uno dei membri principali del suo gabinetto di governo fu Albert Schäffle, ministro del commercio. Schäffle è considerato da alcuni storici a tutti gli effetti il vero leader della coalizione, con Hohenwart come figura meramente rappresentativa. Hohenwart nominò nel suo ministero anche due politici cechi e uno polacco (della Galizia) ad esprimere questa sua idea di federalismo interno all'impero.

### Le prime mosse del ministero Hohenwart

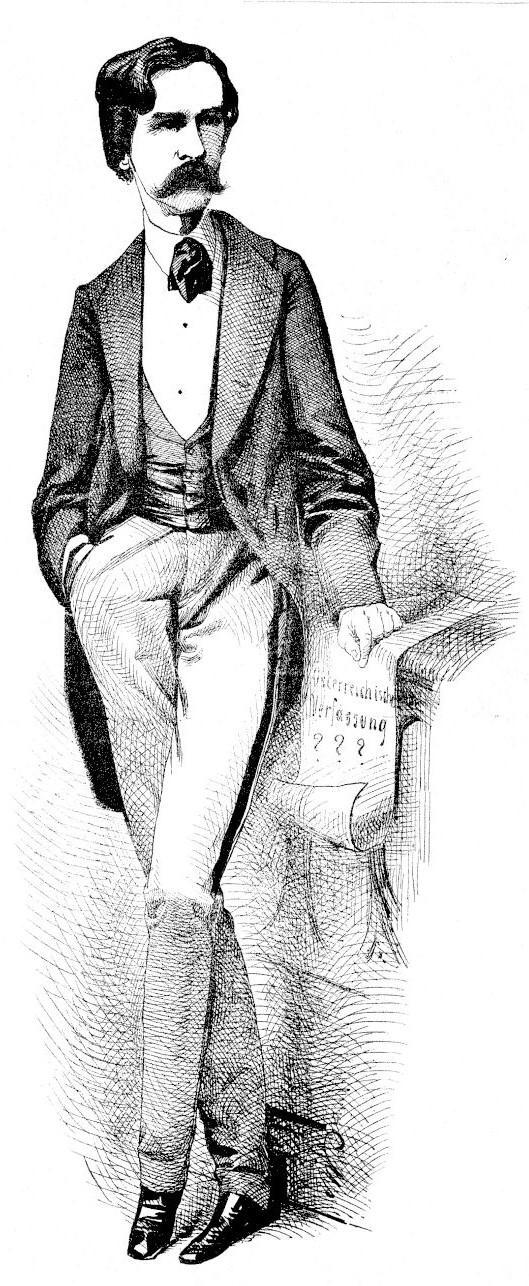
Disegno raffigurante Karl Sigmund von Hohenwart nel 1871

Uno dei primi successi totalizzati dal ministero Hohenwart fu il passaggio della legge di bilancio del 1871. Dopo di questo, Hohenwart dissolse il parlamento a Vienna e le diete provinciali, richiedendo nuove elezioni. Hohenwart sciolse le diete per essere sicuro di avere sufficiente influenza sui grandi proprietari terrieri e per assicurare la vittoria delle elezioni ai conservatori federalisti. .

### L'accordo federalista con la Boemia
Dopo la dissoluzione delle diete, il ministero Hohenwart si portò a negoziare un accordo con la Boemia. Schäffle, come ministro del commercio, prese la guida dei negoziati. Negoziò segretamente un accordo con i principali nobili cechi dell'epoca e ne uscì con gli "Articoli fondamentali del 1871" e con le "Leggi nazionali".
Gli "Articoli fondamentali" introducevano un nuovo sistema costituzionale federalista per la Boemia. In primo luogo essi accettavano il compromesso del 1867. In secondo luogo, essi istituivano la dieta boema e gli consentivano di inviare propri rappresentanti al parlamento austriaco. Il parlamento austriaco sarebbe così stato costituito da rappresentanti delle diverse diete che facevano riferimento alle diverse terre della corona. Le funzioni del parlamento austriaco sarebbero quindi state di tipo commerciale, militare e per le relazioni estere. In terzo luogo, la Camera dei Signori austriaca sarebbe stata rimpiazzata da un senato che avrebbe gestito trattati, conflitti giurisdizionali e revisioni costituzionali. L'elemento più significativo era però che la dieta boema avrebbe potuto legiferare in materia locale.
Sulla base delle "Leggi nazionali", poi, il ceco ed il tedesco sarebbero divenuti entrambi ed a pari merito lingue nazionali e ufficiali in tutta la Boemia.
Nel settembre del 1871, quando si riunì la dieta boema, i deputati cechi superavano però di gran lunga quelli di origine tedesca e pertanto questi ultimi abbandonarono l'aula per protesta contro la nuova legge. Il 12 settembre, l'imperatore chiese alla dieta boema di "abbozzare una carta costituzionale" propria. La dieta boema all'unanimità scelse di servirsi dei già redatti "Articoli fondamentali" e delle "Leggi nazionali".

### Critiche all'accordo federalista
L'accordo di Hohenwart coi boemi gli attirò molte critiche, non ultime quelle dei tedeschi liberali guidati dal conte Friedrich Ferdinand von Beust e dei magiari guidati dal conte Andrassy.
Quando gli "Articoli fondamentali" e le "Leggi nazionali" vennero annunciate al pubblico, anche la popolazione insorse a criticare l'azione di governo. I tedeschi in Boemia protestarono ferocemente. I germanofoni a Vienna insorsero in piazza. Critiche sorsero anche tra gli slavi in Boemia, dal momento che alcuni cechi vedevano le "Leggi nazionali" come precorritrici di divisioni future della Boemia tra area tedesca ed area ceca. I nazionalisti cechi intendevano infatti mantenere l'unità della Boemia sotto la guida della corona boema. Inoltre, le diete della Moravia e della Slesia si opposero al fatto che la dieta boema avrebbe finito per soverchiare il loro operato legislativo.
Le critiche più forti ad ogni modo pervennero dal ministero degli esteri guidato dal conte Friedrich Ferdinand von Beust e dal leader ungherese Gyula Andrássy. Entrambi erano oppositori di Hohenwart e critici del federalismo. Beust disse all'imperatore che il federalismo non avrebbe fatto altro che incitare l'opposizione dei tedeschi in Austria e questo avrebbe portato col tempo all'intervento dei prussiani nell'impero. Andrassy criticò invece il fatto organizzativo del federalismo e il fatto che esso andasse ad incidere pesantemente sulle finanze e sull'organizzazione politica e sociale dell'impero. In realtà, Andrássy temeva che l'autonomia boema avrebbe potuto in qualche modo far venir meno la posizione di preminenza da poco conquistata dall'Ungheria nell'ambito dell'impero e che il popolo ungherese avrebbe finito per chiedere un eguale trattamento alla corona imperiale.

### La caduta del ministero Hohenwart e gli ultimi anni
Il fermento pubblico e le macchinazioni politiche di Beust e Andrassy convinsero l'imperatore Francesco Giuseppe a schierarsi contro le proposte di Hohenwart. Il 20 ottobre, l'imperatore decise di ritrattare il documento emesso il 12 settembre e di rivedere le sue posizioni filo-federaliste. Hohenwart tentò di raggiungere un nuovo accordo coi cechi concedendo meno autonomia alla Boemia così da venire incontro ai nazionalisti austriaci. I cechi ad ogni modo rigettarono l'idea di un nuovo accordo ed il governo cadde il 27 ottobre successivo.
Hohenwart continuò ad interessarsi di politica in Austria dopo il suo periodo da primo ministro. Prestò servizio nel gabinetto del ministro Eduard Taaffe dal 1879 al 1892 in una coalizione composta da politici germanofoni e slavi nota come "Anello di ferro.”